# Žuravli (canzone)
Žuravli (in russo Журавли?, "gru") è una canzone sovietica del 1969, una delle più celebri dedicate alla grande guerra patriottica, e divenuta nel tempo l'inno deputato a perpetuare la memoria dei caduti di tutte le guerre.

## Storia della poesia

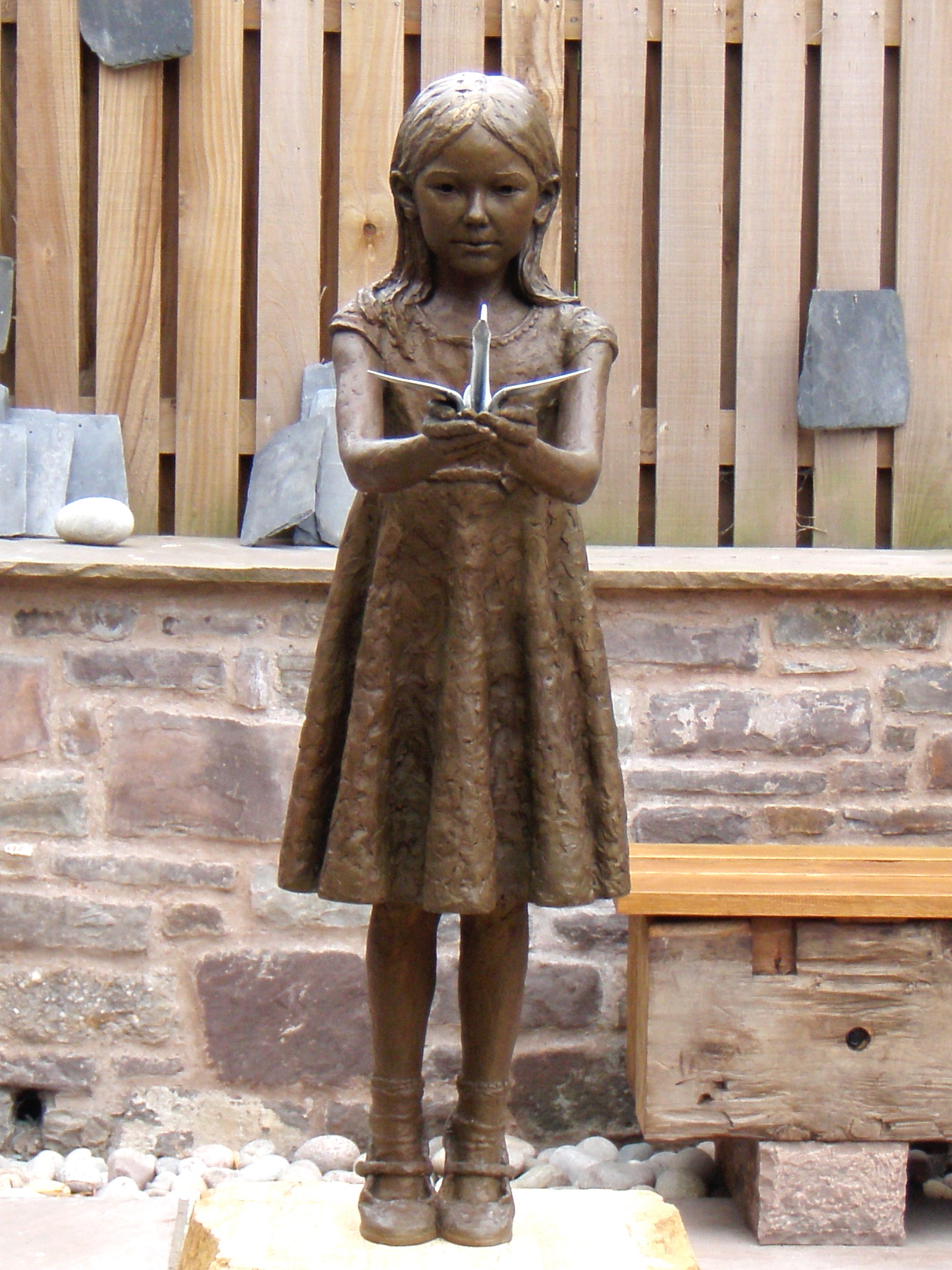
Bronzo della scultrice britannica Hazel Reeves, che raffigura Sadako Sasaki con una gru bianca di origami tra le mani

Nell'agosto 1965 Rasul Gamzatov, poeta daghestano e membro del Soviet Supremo dell'Unione Sovietica, assieme a una delegazione governativa di rappresentanti della cultura, visitò Hiroshima in occasione del ventennale dallo scoppio della bomba atomica. Rimase molto turbato al Memoriale della pace, soprattutto lo colpì il monumento ai bambini vittime delle radiazioni e la cui effigie raffigura Sadako Sasaki, la ragazzina che aveva creduto nella leggenda delle mille gru di origami, realizzando le quali si sarebbe avverato il suo desiderio di guarire dalla leucemia.
Altro spettacolo impressionante fu per Gamzatov la vista di migliaia di donne vestite di bianco, il colore del lutto in Giappone. Mentre era immerso in quella folla dolente, scorse in cielo uno stormo di gru bianche provenienti dalla Siberia, e quasi contemporaneamente dall'ambasciata gli fu recapitato il telegramma che annunciava la morte della madre. Rientrò subito in patria via Pakistan, e durante il viaggio aereo ripensò ai suoi due fratelli morti in guerra, ai novantamila daghestani e agli oltre venti milioni di cittadini sovietici che avevano condiviso lo stesso tragico destino. E ricordò la storia popolare caucasica dei guerrieri morti sul campo di battaglia che si tramutano in gru bianche e si alzano in volo. Ispirato da una tale mole di drammatiche suggestioni, Gamzatov scrisse allora nella nativa lingua avara la poesia Žuravli.
Tre anni dopo il suo amico Naum Grebnev (1921-1988), poeta e traduttore, sopravvissuto all'aggiramento di Char'kov, alla battaglia di Stalingrado e a tre ferite, tradusse in russo la poesia che fu quindi pubblicata nel nº 4, anno 1968, della rivista Novyj Mir.
La poesia consta di sei quartine e in essa l'autore si dichiara persuaso che i cavalieri del Caucaso, periti nelle tante guerre della storia e sepolti nelle fosse comuni, non siano realmente morti ma si siano trasformati in bianche gru, e che da allora volino nei cieli nebbiosi gridando i nomi dei propri cari. Forse è per questo che la lingua avara somiglia al verso delle gru e che i popoli delle montagne rivolgono spesso lo sguardo al cielo in silenzio e con animo triste. E guardando uno stormo di gru in formazione a V attraversare stanco il cielo, al poeta sembra che esse siano i suoi amici e parenti trapassati venuti a salutarlo. C'è in questo stormo uno spazio libero, forse è l'angolo di cielo che lo attende quando sarà defunto. Un giorno anche lui volerà verso luoghi lontani con uno stormo di gru e chiamerà dall'alto tutti coloro che ha lasciato sulla terra dopo la propria morte.

## Storia della canzone

Mark Bernes, ottobre 1964, nel corso di un'esibizione in Polonia

L'attore e chansonnier Mark Bernes lesse la poesia sulla rivista e chiamò Grebnev per dirgli che voleva farne una canzone. Fu consultato anche Rasul Gamzatov, e a entrambi gli autori Bernes propose di ridurre i versi della poesia e di cambiare qualche parola. Dopo alcune perplessità, le modifiche furono apportate e il nuovo testo fu presentato al compositore Jan Frenkel'. Il processo creativo non fu semplice, occorsero circa due mesi per comporre le prime note, ma a quel punto Frenkel' procedette velocemente e poté proporre il lavoro ultimato a Bernes, il quale si commosse al punto da scoppiare in lacrime.
La prima di Žuravli ebbe luogo nella redazione del quotidiano Komsomol'skaja Pravda il 7 maggio 1969, e alla presenza dei principali comandanti militari che avevano preso parte alla guerra di liberazione dal nazifascismo. Dopo l'esecuzione di Bernes, accolta senza applausi, il maresciallo Konev salì sul palco e lo ringraziò per aver restituito ai soldati il diritto di piangere, tolto loro dalle brutture del conflitto. Ciò detto, Konev pianse.
L'8 luglio la composizione fu registrata su disco da un Bernes ormai senza forze a causa del cancro ai polmoni che lo stava consumando. Fu sufficiente la prima esecuzione; Bernes morì un mese dopo, il 16 agosto, lasciando scritto nel testamento che durante la cremazione fosse cantata la sua ultima canzone.

## Differenze tra il testo poetico e il testo cantato

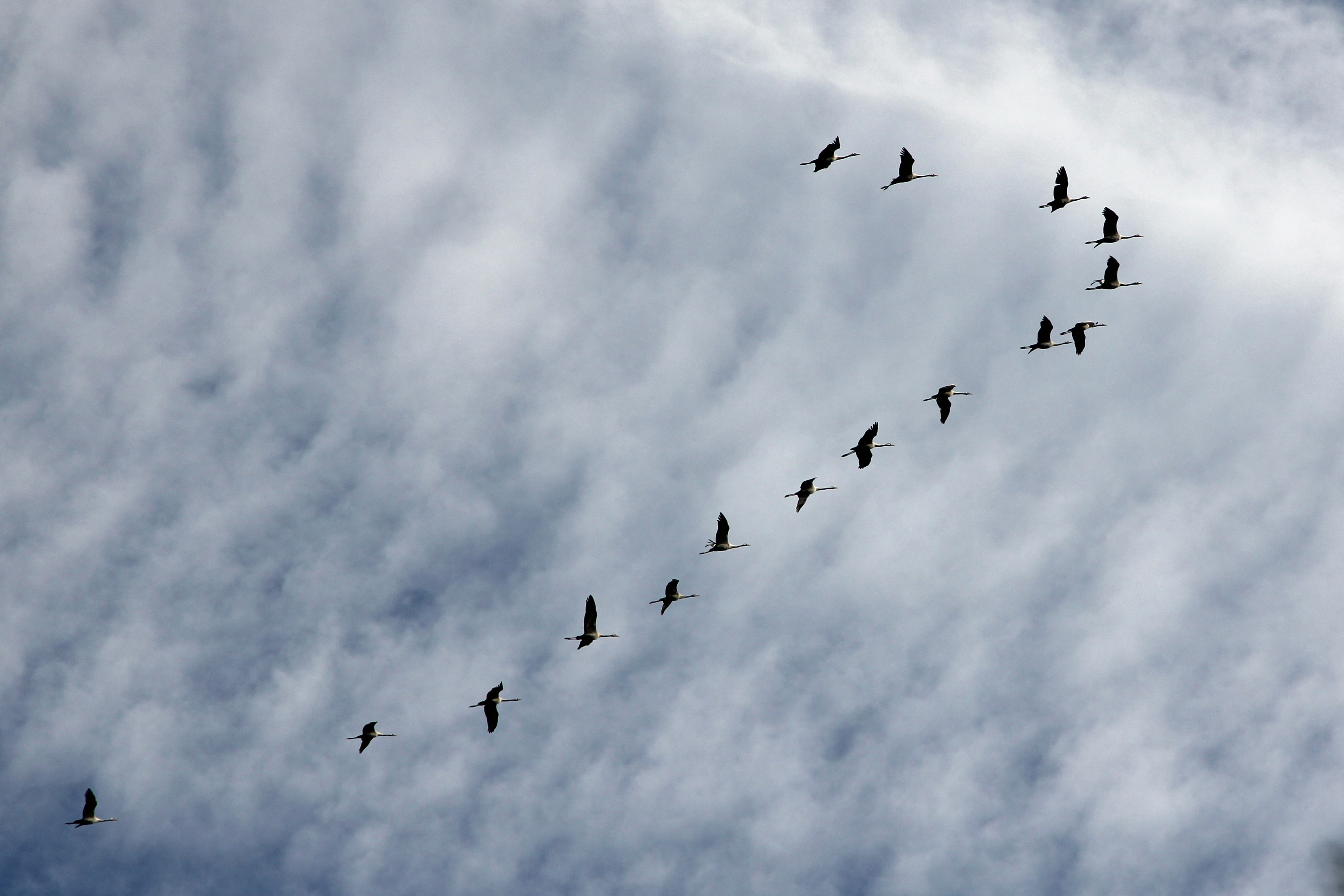
«Vola esausto il cuneo, vola nel cielo; Vola nella foschia al calar del giorno; Resta un piccolo spazio in quella schiera; Forse sarà a me destinato».

Non poche furono le variazioni al testo lirico volute da Bernes, rivolte per la maggiore a conferirgli un carattere più snello, unitario e universale, privandolo in sostanza di ogni elemento biografico e geografico. La ragione principale dell'iniziale resistenza offerta dai due autori ai cambiamenti pretesi da Bernes era stata per l'appunto il dover rinunciare ai riferimenti al natio Caucaso.
Nella prima quartina, Bernes fece sostituire gli astratti cavalieri daghestani con i più vivi nella memoria collettiva soldati, e alle fosse comuni, come luogo di sepoltura, preferì la nuda terra. Lasciò invariata la seconda quartina ed eliminò la terza e la quarta, pur conservando della terza l'immagine delle gru nel cielo della sera tra le nebbie, che fece introdurre nella strofa successiva della canzone al posto del verso che identificava le gru con gli amici e i parenti di Gamzatov. Nella sesta quartina, corrispondente alla quarta strofa della canzone, al verso Volerò verso terre lontane fece subentrare Fluttuerò nella stessa foschia bluastra, ritenuto da Bernes poeticamente più «doloroso».
Alla fine, dei ventiquattro versi della poesia ne rimasero sedici e la canzone risultò avere cinque strofe, con la quinta che è una ripetizione della prima.

## Eredità

### Nel mondo dello spettacolo
- Diversi artisti sovietici e russi hanno reinterpretato Žuravli e tra questi, oltre allo stesso Frenkel', Iosif Kobzon, Jurij Guljaev, Valerij Leont'ev, Dmitrij Chvorostovskij, Muslim Magomaev, Julija Savičeva, Il'dar Abdrazakov. In greco è stata cantata da Charis Alexiou con il titolo I gerani, e in inglese da Marc Almond con il titolo The Storks.
- La canzone è citata nei versi del tema musicale del film Vivremo fino a lunedì, dal titolo Žuravlinaja pesnja (La canzone delle gru), scritta da Georgij Polonskij, che del lungometraggio è anche sceneggiatore.
- Questa ballata è il leitmotiv della famosa serie televisiva sudcoreana Moraesigye.
- Una registrazione di Žuravli con la voce di Bernes si sente ne Il dubbio, episodio nº 11, quinta stagione, della serie tv statunitense The Americans.

### Monumenti
Fin dagli anni settanta in vari luoghi dell'URSS e poi della Federazione Russa sono stati eretti memoriali, stele e complessi monumentali in onore dei soldati morti in guerra, tutti ispirati dalle gru cantate da Gamzatov nella sua poesia. Non mancano opere simili anche al di fuori dei confini dell'ex URSS, come a West Hollywood (2005) e a Lubiana (2016), fatte erigere dai veterani di lingua russa.
Durante l'epoca sovietica furono inaugurati monumenti con le gru a Chirchiq (1972), Krasjukovskaja, oblast' di Rostov (1975), Šipunovo (1975), Dzuarikau, Ossezia del Nord (1975), Kislovodsk (1978), Leningrado (1980), Saratov (1982), Gunib (1986), Demidov (1987).
- Il memoriale di Čirčik, aperto al pubblico l'8 maggio 1972, è il primo in ordine di tempo di questi monumenti aventi come motivo figurativo principale le gru. Su una larga lastra di marmo rossa, svettano tre stele bianche lambite da uno stormo di gru. Lungo la parete del basamento è scavata una lapide su cui agonizza una gru ferita a morte che guarda le sue compagne. Sul granito è incisa la prima strofa della canzone Žuravli.[9]

- Nel 1980, nel quartiere della Neva di Leningrado, fu inaugurato un complesso monumentale dove un tempo c'era il cimitero nel quale erano state sepolte circa cinquantamila persone impegnate nella difesa della città assediata e decedute nel vicino ospedale militare. Sulle fosse comuni nel 1949 era stata eretta una solitaria colonna in granito con decorazioni in rilievo; a questa furono poi affiancate una stele orizzontale con le gru in volo e una scultura in bronzo che raffigura una giovane donna seduta, il volto chino e una ghirlanda di fiori tra le mani.[10]

- Il memoriale di Saratov, inaugurato nel 1982, è stato edificato sulla collina Sokolovaja. Qui è stato realizzato un poggio in cemento ricoperto da un prato erboso e sormontato da una balaustra a semicerchio, cui si accede attraverso cinque rampe di scale ricavate nel basamento artificiale. Al centro del semicerchio si sollevano tre stele alte quaranta metri, sfiorate da uno stormo di dodici gru. Le rampe simboleggiano i cinque anni del conflitto, dal 1941 al 1945, e ognuna reca inciso il nome di una città alla cui liberazione hanno contribuito gli abitanti di Saratov. Esse sono: Brėst, Kursk, Stalingrado, Vienna e Berlino. Il memoriale è visibile da vari punti della città, sulla Volga e dal ponte di Saratov fino a Engels.[11]

- Il monumento della "Gru Bianche" nel villaggio di Gunib, inaugurato il 6 agosto 1986 nell'anniversario dell'atomica su Hiroshima, è stato il primo di una serie a essere costruito in Daghestan, patria di Gamzatov. Il monumento, che si erge su un'altura nei pressi del villaggio montanaro, celebre per essere stato la roccaforte di Shamil durante la guerra caucasica, e che è osservabile da grande distanza, rappresenta un cuneo di gru nell'atto di abbracciare una stele alta ventisette metri. Come inciso sulla colonna, il monumento ricorda i milletrecentoquaranta abitanti del villaggio morti tra il 1941 e il 1945.[12] Ai piedi di questo monumento ogni 22 ottobre si tiene la Giornata della gru bianca, giorno di poesia e di ricordo delle vittime di tutte le guerre, evento che vede la partecipazione di diverse personalità del mondo della cultura provenienti da tutta la Russia.

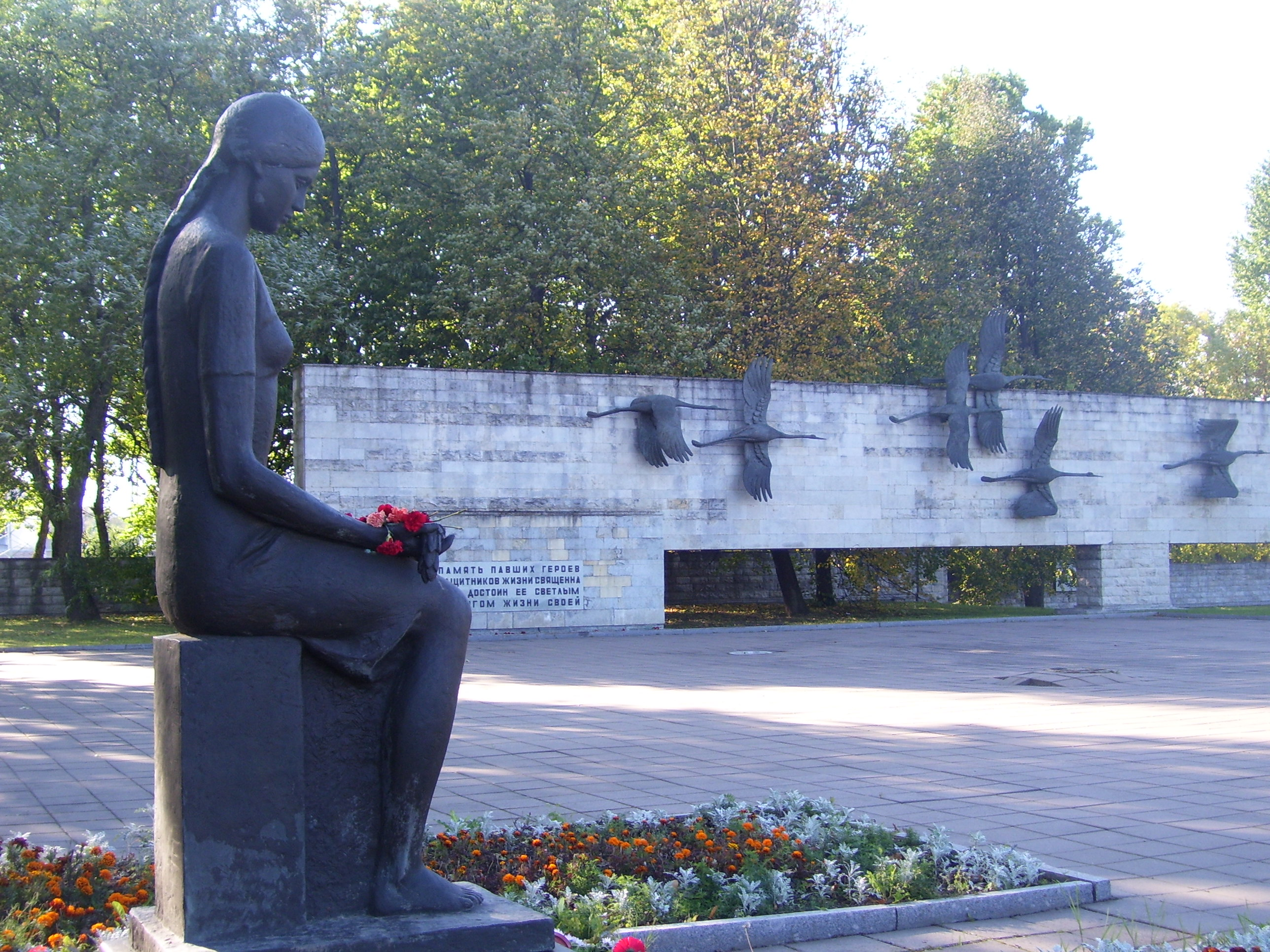
Memoriale Le gru nel distretto della Neva a San Pietroburgo
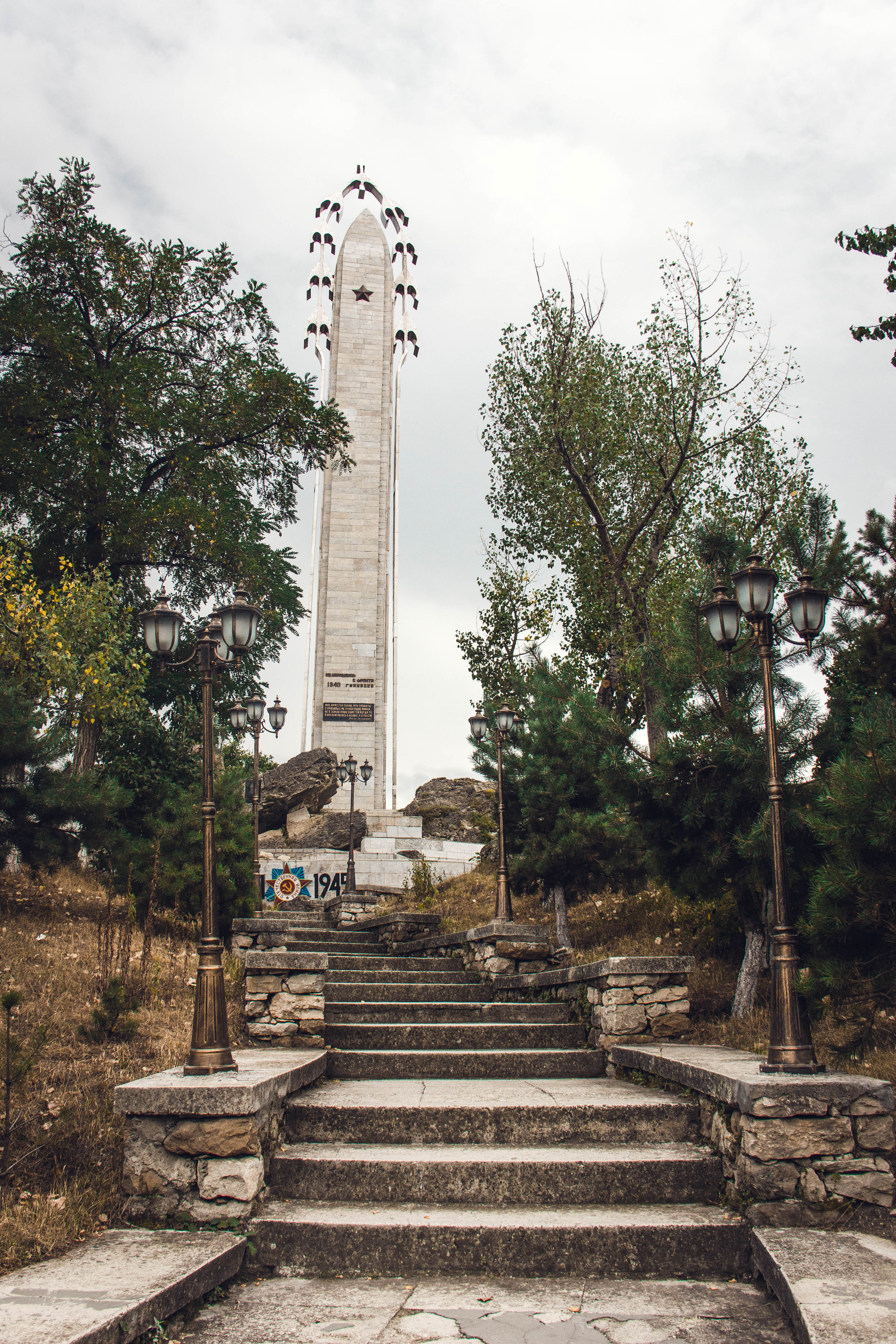
Monumento Le gru bianche a Gunib

Dopo la caduta dell'URSS, la tradizione di erigere monumenti con le gru a simboleggiare le anime reincarnate dei soldati morti, non si è interrotta e nuove opere sono state realizzate a Emanželinsk (1995), Alekseevka (1995), Luhans'k (2000), Kirovsk (2002), Krasnojarsk, (2005 e 2017), Vidnoe (2005), Jakutsk (2005), Astrachan' (2015), Verchnjaja Pyšma (2015), Ržev (2020).
- Il Memoriale alla famiglia Volodičkin, sito nel villaggio di Alekseevka, a pochi chilometri a est di Samara, ed eretto il 7 maggio 1995, consta di un arco in granito rosa e grigio alto 11,5 metri, su cui sono disposte nove gru di bronzo, del peso di cento kg ciascuna, e davanti alla quale emerge la scultura di una madre, del peso di 4,5 tonnellate e alta 5,5 metri. Pavel Vasil'evič Volodičkin e sua moglie Praskov'ja Eremeeva avevano nove figli: Aleksandr, Andrej, Pëtr, Ivan, Vasilij, Michail, Konstantin, Fëdor e Nikolaj. Quando il capofamiglia morì nel 1935, Praskov'ja dovette occuparsi da sola dei figli, finché non venne la guerra e i figli cominciarono a partire per il fronte. Vide andare via Vasilij, Fëdor, Pëtr e Nikolaj, il più piccolo cui era particolarmente affezionata. Nikolaj, che era in servizio per l'Armata rossa a Čita già dal 1938, non fece neppure in tempo a salutare la madre quando il treno che lo conduceva sulla linea del fronte passò senza fermarsi da Alekseevka e lui le lanciò un biglietto in cui prometteva che sarebbe tornato. Ma proprio quel treno di lì a poco saltò in aria. Praskov'ja morì il 29 settembre 1941, dopo il funerale di Nikolaj, non avendo il suo cuore retto al dispiacere. Quindi, in rapida successione, entro il 1942 andarono in guerra tutti gli altri fratelli e solo Ivan, Konstantin e Pëtr tornarono vivi a casa. Curiosamente, però, il monumento presenta nove gru a ritrarre tutti i fratelli, quando a morire in guerra furono in sei.[13]

- Il memoriale di Ržev al soldato sovietico è chiaramente ispirato a grandi opere come il Guerriero liberatore o il Mamaev Kurgan. L'imponente complesso monumentale, inaugurato il 30 giugno 2020 sul luogo in cui tra l'8 gennaio 1942 e il 31 marzo 1943 si svolsero aspri combattimenti con perdite in vite umane intorno al milione, ha il suo fulcro nella figura in bronzo del soldato, alta venticinque metri e collocata su una montagnola artificiale di forma ottagonale che nasconde la struttura portante della scultura, in modo da dare l'illusione che sia sospesa nel vuoto. Il soldato, che tiene in mano un PPŠ-41,[14] ha le spalle coperte da un mantello il quale, mosso dal vento, lo ricopre nella parte inferiore del corpo dissolvendolo in trentacinque gru volanti. Per raggiungere il bronzo, si percorre un corridoio di una cinquantina di metri lungo il quale sono state installate lastre in acciaio con i nomi documentati di oltre diciassettemila soldati e i ritratti di alcuni di loro.[15]

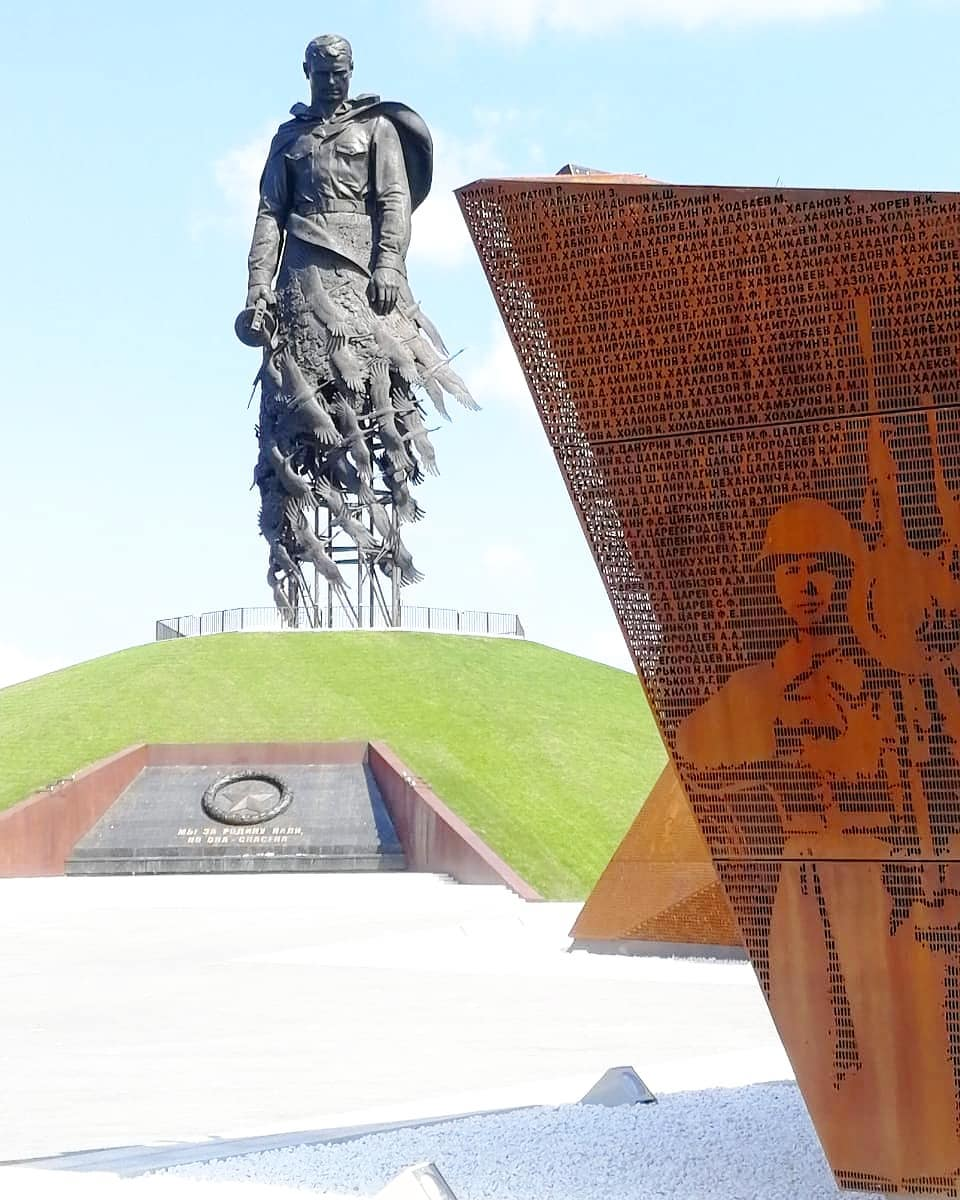
Memoriale di Ržev al soldato sovietico
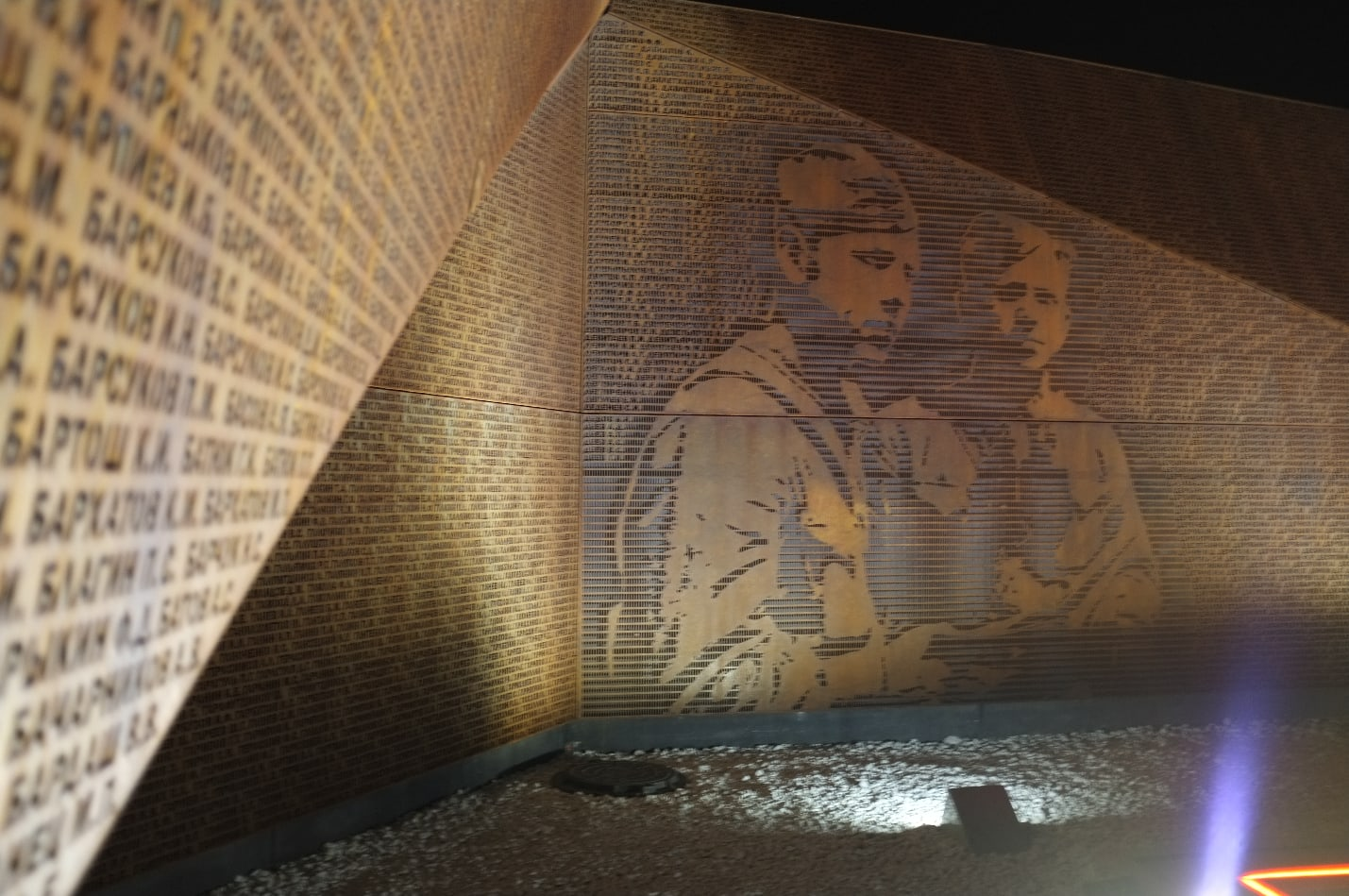
Particolare di una delle lastre in acciaio coi nomi e ritratti dei soldati morti